# وسام الاستحقاق في هسن
وسام الاستحقاق في هسن (بالألمانية: Hessischer Verdienstorden)‏ هو وسام الاستحقاق المدني، وأعلى جائزة من ولاية هيس الألمانية. تم إنشاء الوسام في 1 ديسمبر 1989.

## المعايير
يُقدِّم الوزير-رئيس ولاية هيسن الطلب بناءً على ترشيحات المواطنين، على الرغم من عدم السماح بالترشيحات الذاتية. يكرم الوسام الرجال والنساء على المساهمات البارزة في ولاية هيسن ويمكن منحها بغض النظر عن الإقامة أو الجنسية.  يتم تقديم الطلب في فئتين، يتم ارتداء الدرجة الأولى حول الرقبة، ويتم ارتداء الدرجة الثانية معلقة من شريط على الصدر. عدد المستلمين الأحياء يقتصر على 2000 للفئة الثانية و 800 للفئة الأولى. 

## المظهر الخارجي
شارة الوسام عبارة عن صليب مُذهب ومطلي بالمينا البيضاء. ميدالية المركز حمراء مع حافة ذهبية. يوجد على الميدالية أسد كما هو مصور على شعار نبالة ولاية هيسن. بين ذراعي الصليب توجد أشعة ذهبية لنجمة ثمانية الرؤوس. يُلبس الصليب على شريط أزرق حول رقبته في الصف الأول وعلى شريط معلق على صدره للصف الثاني. ترتدي النساء صليب النظام على قوس من الشريط أسفل الكتف الأيسر.

## المستفيدين البارزين
- كريستين بروكنر
- مايكل هيرمان
- بن هودجز[4]
- لوك يوتشيمسين
- ستيفي جونز
- اودو ماركوار